# Casa Baile
Casa Baile és una casa de Vilac, al municipi de Vielha e Mijaran (Vall d'Aran) inclosa a l'Inventari del Patrimoni Arquitectònic de Catalunya.

## Descripció
Casa de tipologia tradicional aranesa, amb la façana principal orientada a l'est, a la Plaça de Sant Blai, on hi ha la porta d'entrada renaixentista sota balconada.
Pel darrere, la casa dona a un pati tancat des del que també s'hi té accés pel carrer del centre, per una petita porta amb llinda monolítica amb la següent inscripció: AÑO 1726.
Dins hi ha una petita capella dedicada a la Mare de Déu del Roser.